# Грейт-Раггед-Айленд
Грейт-Раггед-Айленд или Раггед-Айленд[уточнить] (англ. Ragged Island) — небольшой остров площадью 23 км² и район южных Багам.

## География
Грейт-Раггед-Айленд является частью цепи Хументос (Jumentos Cays). Выгнутая в форме полумесяца цепь протянулась более чем на 177 км и включает малые островки, известные как Раккун-Ки (Raccoon Cay), Хог-Ки (Hog Cay) и Дабл-Брестед-Ки (Double-Breasted Cay).

## Население
До недавнего времени на острове велось производство соли: бассейны для получения соли были созданы в XIX веке Дунканом Тейлором, имя которого носит единственный населённый пункт, Дункан-Таун и расположен в мелководной бухте.
Остров подвергся сильным разрушениям во время тайфуна Донна. Кроме того, его население постепенно переселялось на более преуспевающие острова, такие как Нью-Провиденс. По данным переписи 2010 года население Грейт-Раггед-Айленд составляло только 70 человек.
Большинство жителей Грейт-Раггед-Айленд — прямые потомки первопоселенцев и носят их фамилии, такие как Кёрлинг (Curling), Локхарт (Lockhart), Мэйкок (Maycock), Мокси (Moxey), Монро (Munroe), Уоллес (Wallace), Уилсон (Wilson).
Несмотря на удалённость и малонаселённость острова, многие из его жителей сыграли важную роль в политике, спорте, индустрии развлечений и бизнесе.
Рыбаки утверждают, что на Грейт-Раггед-Айленд — самая лучшая рыбалка на альбул (белых лисиц).

## Административное деление
Раггед-Айленд — один из 32 районов Багамских островов. На карте он обозначен номером 24. Административный центр Района — населённый пункт Дункан-Таун (англ. Duncan Town). Площадь района — 23 км². Население — 70 человек (2010).

## Инфраструктура

### Связь
В августе 2005 года был подписан контракт с компанией TYCO International на укладку оптоволоконного подводного кабеля самовосстанавливающейся кольцевой топологии, соединяющего 14 острова Багам (Нью-Провиденс, Андрос, Эльютера, Эксума, Лонг-Айленд, Грейт-Раггед-Айленд, Инагуа, Маягуана, Сан-Сальвадор, Рам-Ки, Кэт, Абако, Крукед-Ауленд, Большой Багама), стоимостью 60 миллионов долларов США.

### Транспорт
Остров полагается на почтовое судно в части перевозки пассажиров, грузов и торговли. На острове имеется небольшая взлётно-посадочная полоса, порт и маяк. Башня на его южной оконечности легко заметна с судов, проходящих Старым Багамским проливом.
Аэропорт: в 2006 году началась финансируемая ЕС модернизация аэропорта Дункан-Тауна на Грейт-Раггед-Айленд сотоимостью 650 тысяч долларов США.
Док/дноуглубительные работы: в 2006 году были начаты дноуглубительные работы и сооружение дока на Грейт-Раггед-Айленд примерной стоимостью около 3,5 млн долларов.